# 23 Dywizja Flak
23 Dywizja Flak (niem. 23. Flak-Division) – niemiecka dywizja artylerii przeciwlotniczej z okresu II wojny światowej.

## Historia
Jednostkę utworzono 10 października 1943 r. w Bobrujsku na bazie sztabu rozwiązanej 22 Dywizji Polowej Luftwaffe. Początkowo zapewniała obronę przeciwlotniczą Grupie Armii Środek, jej pododdziały stacjonowały w Baranowiczach i Mińsku. Po rozgromieniu Grupy Armii Środek przez ofensywę sowiecką latem 1944 r. dywizję przeniesiono w rejon Warszawa-Poznań-Radom by wspierała 9 Armię. Pod koniec wojny dywizja walczyła nadal w zachodnich Niemczech, poddała się pod Döbritz w maju 1945 r.

## Skład bojowy dywizji
marzec 1943
- 22 pułk Flak (Flak-Regiment 22)
- 31 pułk Flak (Flak-Regiment 31)
- 101 pułk Flak (Flak-Regiment 101)
- 125 pułk Flak (Flak-Regiment 125)
- 143 lotniczy batalion łączności (Luftnachrichten-Abteilung 143)

1945
- 7 pułk Flak (Flak-Regiment 7)
- 23 pułk Flak (Flak-Regiment 23)
- 34 pułk Flak (Flak-Regiment 34)
- 35 pułk Flak (Flak-Regiment 35)
- 53 pułk Flak (Flak-Regiment 53)
- 182 pułk Flak (Flak-Regiment 182)
- pułk Flak Wegener
- dywizyjne oddziały zaopatrzenia

## Dowódcy dywizji
- Oberst Hans-Wilhelm Fichter (od 10 października 1943),
- Generalleutnant Walter Kathmann (od 21 sierpnia 1944),
- Oberst Oskar Vorbrugg (od 24 października 1944),
- Generalmajor Kurt Andersen (od 30 stycznia 1945 do kapitulacji)